# Limbarda crithmoides
Limbarda crithmoides (L.) Dumort. – gatunek rośliny z rodziny astrowatych (Compositae Gis.). Występuje naturalnie w Europie Zachodniej i Południowej, Afryce Północnej oraz Azji Zachodniej. Epitet gatunkowy crithmoides pochodzi z łaciny i oznacza podobny do rodzaju Crithmum. Gruboszowate liście tego gatunku są jadalne i spożywane w sałatkach.

## Rozmieszczenie geograficzne
Rośnie naturalnie w Europie Zachodniej i Południowej, Afryce Północnej oraz Azji Zachodniej. Występuje między innymi w Irlandii, Wielkiej Brytanii, Francji, Portugalii, Hiszpanii, Włoszech, Chorwacji, Grecji, Maroku, Tunezji, Egipcie oraz Izraelu.
We Włoszech został zarejestrowany na Sardynii, Sycylii, w Kalabrii, Basilicacie, Apulii, Kampanii, Lacjum, Molise, Abruzji, Marche, Toskanii, Ligurii, Emilii-Romanii, Wenecji Euganejskiej i Friuli-Wenecji Julijskiej. We Francji występuje w departamentach Alpy Nadmorskie, Aude, Delta Rodanu, Calvados, Charente-Maritime, Korsyka Południowa, Górna Korsyka, Côtes-d’Armor, Finistère, Gard, Żyronda, Hérault, Ille-et-Vilaine, Landy, Loara Atlantycka, Manche, Morbihan, Pireneje Atlantyckie, Pireneje Wschodnie, Var oraz Wandea. Na Malcie występuje powszechnie. Na Cyprze ma status gatunku autochtonicznego. Został zaobserwowany w południowej i północno-środkowej części tej wyspy. W Izraelu występuje powszechnie na górze Karmel, Równinie Karmel, Równinie Szaron, w dolinie Bet Sze’an oraz Zachodniej Galilei. Jest rzadko spotykany w dolinie Morza Martwego, natomiast na wzgórzach Gilboa, Równinie Filistyńskiej, Szefeli, w Samarii, dolinie dolnego Jordanu oraz na pustyni Negew.

## Morfologia

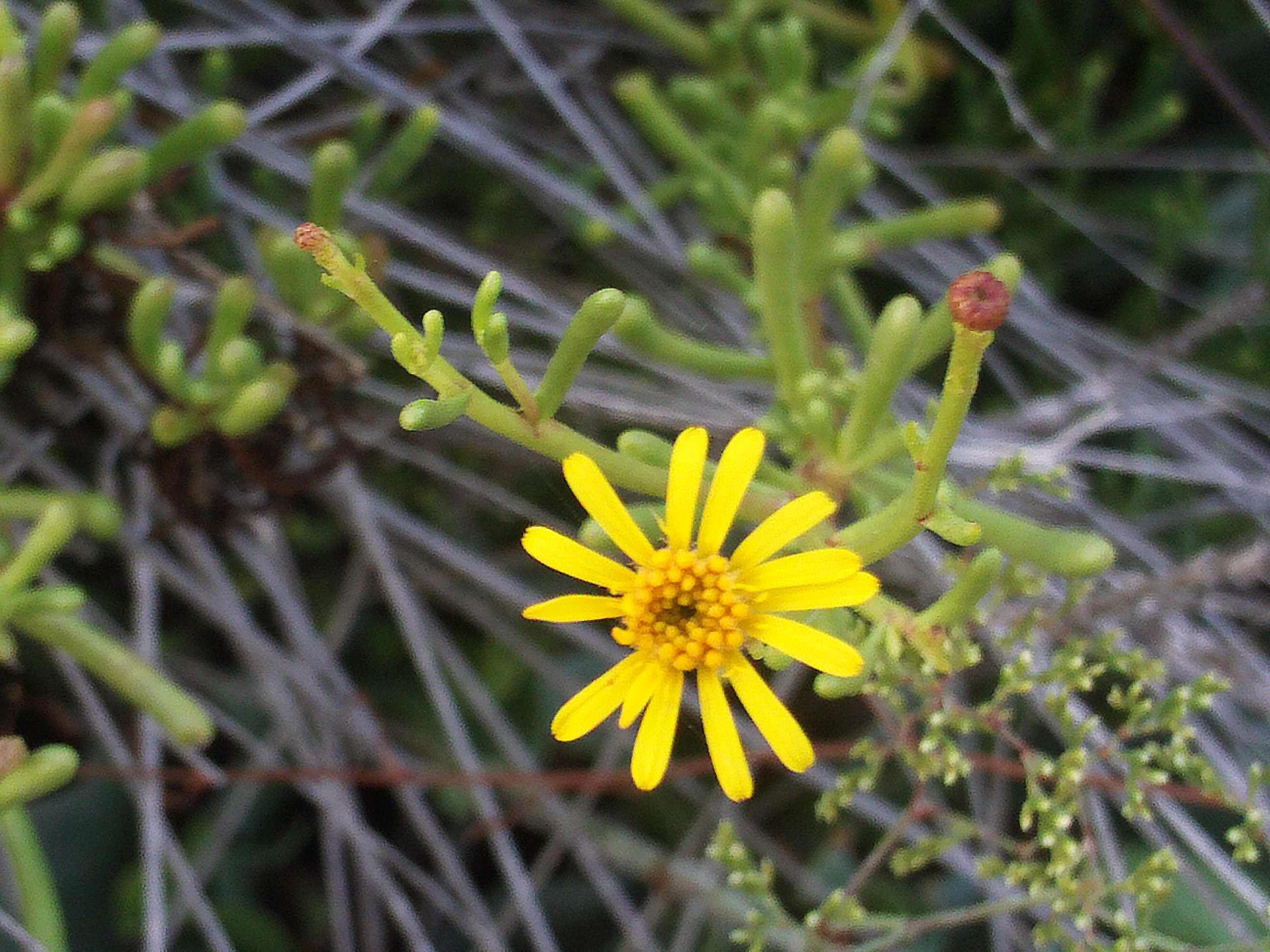
Kwiat

PokrójBylina dorastające do 50–80 cm wysokości. Pędy są wzniesione lub wyprostowane, nagie, zdrewniałe u podstawy.
LiścieMięsiste, siedzące, równowąskie, całobrzegie. Wierzchołek jest tępy lub z trzema zębami na szczycie.
KwiatyZebrane w bardzo luźnych baldachogronach. Mają żółtą barwę. Osiągają 1,5–3 cm średnicy. Mają od 12 do 18 płatków i od 30 do 40 działek kielicha. Zalążnia jest dolna.
OwoceOwłosione niełupki o złotoczerwonawej barwie.

## Biologia i ekologia
Rośnie na wybrzeżu, na słonych bagnach. Kwitnie od lipca do listopada. Występuje w strefach mrozoodporności od 8 do 10. Preferuje stanowiska w pełnym nasłonecznieniu. Najlepiej rośnie na glebach od odczynie zasadowym.

## Zmienność
W obrębie tego gatunku oprócz podgatunku nominatywnego wyróżniono jeden podgatunek:
- Limbarda crithmoides subsp. longifolia (Arcang.) Greuter